# Avenida Nazca
La avenida Nazca es una concurrida arteria vial de la Ciudad de Buenos Aires, Argentina.
En 1895 era la calle Sevilla.

## Etimología
Recibe este nombre en recuerdo del combate o batalla de Nazca librado el 15 de octubre de 1820 por el coronel Manuel Rojas contra el coronel Quimper de las fuerzas realistas, en las llanuras de Nazca, Perú.

## Recorrido
Se inicia en el barrio de Flores, en el punto en que la Avenida San Pedrito cruza la Avenida Rivadavia.

Recorre un tramo de la zona norte de Flores, cruzando las vías del Ferrocarril Sarmiento y luego unas cuadras más adelante bordeando la Plaza de los Periodistas.

Al cruzar la Avenida Gaona donde se encuentra el Hospital Israelita, ingresa a Villa Santa Rita, un barrio residencial de casas bajas.
En el punto del cruce con la Avenida Álvarez Jonte, entra a Villa del Parque, donde cruza las vías del Ferrocarril San Martín.

Continúa en el barrio de Agronomía, pasando por inmediaciones del Instituto de Oncología Ángel H. Roffo y las instalaciones del Club Comunicaciones, luego cruzando las vías del Ferrocarril Urquiza y la Avenida Francisco Beiró, a partir de esta avenida, se angosta.

Finalmente, al cruzar la Avenida Salvador María del Carril se adentra en el barrio de Villa Pueyrredón; vuelve a cruzar unas vías de ferrocarril, esta vez las de la línea Mitre ramal a José León Suárez, y termina unas cuadras más adelante en la Avenida General Paz. Existe un proyecto futuro por el cual la Línea J (Subte de Buenos Aires) correrá por una parte de esta avenida.[cita requerida]
Después de esta última avenida, Nazca es la avenida porteña que más cruces ferroviarios posee (4, tres a nivel -Sarmiento, Urquiza y Mitre- y uno bajo nivel con el FC San Martín), compartiendo este logro con la calle Jerónimo Salguero.

## Cruces y puntos de referencia
A continuación, se presenta un mapa esquemático de los principales cruces de esta avenida.
|  | RMCONTg |

| RMq | RMKRZ | RMq |

| BAHN | SKRZ-GBUE |  |

|  | RM |

| RMCONTgq | RMKRZ | RMq |

|  | RM |

| lNAT | RM |  |

| RMq | RMKRZ | RMCONTfq |

| HOSPITAL | RM |  |

| RMq | RMKRZ | RMq |

|  | RM |

| STRq | RMKRZ | CONTfq |

|  | RM |

| lDAMPF | SKRZ-Gu |  |

| RMq | RMKRZ | RMq |

| STADIUM | RM | HOSPITAL |

| STRq | RMKRZ | STRq |

| BAHN | SKRZ-GBUE |  |

|  | STR |

| STRq | KRZ | STRq |

|  | STR |

| CONTgq | KRZ | STRq |

|  | STR |

| BAHN | SKRZ-GBUE |  |

|  | STR |

| STRq | KRZ | STRq |

| CONTgq | TEEe | CONTfq |